# Trifun Grabež
Trifun Grabež (v srbské cyrilici Трифун Грабеж, známý pod přezdívkou Trifko/Трифко; 28. června 1895 Pale, Rakousko-Uhersko – 21. října 1916 Terezín, Rakousko-Uhersko) byl bosenský Srb, účastník organizace Černá ruka a jeden z organizátorů atentátu na Františka Ferdinanda d'Este.

## Život
Grabež se narodil a vyrůstal ve městě Pale nedaleko Sarajeva. Jeho otec Đorđe Grabež byl pravoslavný kněz. Studoval na gymnáziu v Sarajevu a v Tuzle. Ve věku 17 let byl Trifun vyloučen ze školy za napadení učitele.
Následně odešel z domova a přestěhoval se do Bělehradu. Tam pokračoval ve studiích, zároveň však vstoupil do organizace Černá ruka. Většinu času později strávil se srbskými nacionalisty, kteří dlouhodobě usilovali o myšlenku sjednocení Srbska a Bosny a Hercegoviny. Tam trénovali výcvik; na vrcholu Topčider se např. učili hod granátem.
Po oznámení návštěvy následníka rakouského trůnu v Sarajevu v závěru června 1914 nařídil Dragutin Dimitrijević, šéf srbské vojenské rozvědky a zároveň hlavní organizátor Černé ruky, vyslání sedmi lidí do Sarajeva, kde měli podniknout atentát. Jedním z nich byl i Trifun Grabež. Ten již v té době trpěl tuberkulózou a byl proto na rozdíl od ostatních ochoten položit svůj život za politické cíle.
Přestože tehdejší srbský premiér Nikola Pašić nařídil Grabeže zatknout, neboť se dozvěděl o plánu, že mají spáchat atentát, podařilo se jim nepozorovaně proniknout na území Bosny a Hercegoviny. Samotný atentát vykonal Gavrilo Princip, Grabež byl připraven u budovy sarajevské knihovny s bombou a revolverem, následníka trůnu však nezastihl. Jeho kolona na poslední chvíli změnila trasu.
Jako jeden z organizátorů byl nicméně později chycen a zatknut. Poté, co se jeho kolega Danilo Ilić přiznal rakouské policii, byl následně Trifun Grabež obviněn ze zločinu zrady a vraždy. Stejně jako ostatní organizátoři atentátu byl Grabež v rychlém procesu odsouzen k trestu odnětí svobody v trvání dvaceti let; byl internován ve věznici v Terezíně. Během svého pobytu ve věznici byl na každého 28. června (vidovdan) nucen strávit jeden den v cele bez oken. Zemřel v roce 1916 na tuberkulózu.
Dne 7. července 1920 byly ostatky Grabeže a dalších účastníků atentátu přeneseny do Sarajeva, kde byl následně pohřben ve společné hrobce.